# ماریا باسکس
ماریا باسْکِـس (اسپانیایی: María Vázquez‎؛ ‏ تلفظ اسپانیایی: [ˈβaθkeθ]؛ ‏ زادهٔ ۱۹ مارس ۱۹۷۹) بازیگر اهل اسپانیا است.
از فیلم‌ها یا برنامه‌های تلویزیونی که وی در آن نقش داشته‌است می‌توان به کارآگاهان خصوصی و چشم در برابر چشم اشاره کرد.